# الشفية
الشفية موقع تاريخي، وقرية سعودية، تقع في جنوب المدينة المنورة وتتبع محافظة بدر . وهي من ديار المحاميد وهم من بني سالم من حرب.

## التاريخ
قديما، كانت الشفية محطة قوافل تسمى شرف الاثاية، وهي المرحلة التاسعة من مكة المكرمة بعد آبار ابن حصاني.